# Ostrzeszów
Ostrzeszów é um município da Polônia, na voivodia da Grande Polônia e no condado de Ostrzeszów. Estende-se por uma área de 12,13 km², com 14 376 habitantes, segundo os censos de 2016, com uma densidade de 1185,2 hab/km².